# Мишко та Місячна Дзвінка
«Мишко та Місячна Дзвінка» — український анімаційний серіал за мотивами однойменної книги Наталі Гузєєвої. Перші чотири серії вийшли у 2018 році. Серіал створений Studio KAPI у співпраці зі студією «Борисфен» за підтримки Держкіно. У 2020 році виробництво серіалу планують продовжити. 
У 2016-ому Українська Кіноакадемія номінувала серіал на анімаційний фільм року.  

## Сюжет
Дзвінка відчуває себе дуже самотньою. В пошуках друзів вона вирушає до Блакитної Планети, де зустрічає непослуха Мишка. Він такий дивний! Але фантазії і мрії їх поєднують. Через тертя і конфлікти у дітей виникає толерантність і дружба.

## Опис серій
- Перший епізод «Винтик для Дідуся»

Місячна Дзвінка вирушає до сусідів по небу — на Блакитну Планету, – щоб знайти втрачений місяцеходом Полетишем Першим дуже важливий для його життя гвинт. Там вона знайомиться з Мишком, який єдиний з дітей мріє провести канікули на Місяці. Дзвінка радіє, що у неї з'явиться друг. Її тільки засмучує, що він розбишака. І тоді вона вигадує «Заповіді Місячної Феї», дізнавшись про які можна буде перебувати на Місяці, і запрошує хлопчика до себе. Опинившись на Місяці, Мишко рятує Полетиша. А заразом засвоює «на власній шкурі» «Першу Заповідь Місячної Феї»: бити дівчаток — погано, хлопчиків — теж. Відбувається це після того, як боксерська груша дає Мишкові «здачу».
- Другий епізод «Обід на Місяці»

Дзвінка та Мишко у невимушеній атмосфері вчаться поводитися за столом. Мишко, як завжди після прильоту з Місяця, демонструє у дитячому садку свої зміни у кращий бік. Паралельно йдуть лінії про чудесне одужання Мишкового дідуся і про дружбу Равлика і Ходолуня.
- Третій епізод «Знаменитий Мишко»

Всі хочуть бути знаменитими! А чи добре це? Треба вміти відповідати за свої вчинки, вважає Дзвінка. Мишко з цим погоджується. Діти у дитячому саду теж міркують про це. А у фінальній пісні Дзвінка і діти співають про дружбу і майбутні пригоди.
- Четвертий епізод «Дзвінка читає Мишка»

Дзвінка та Мишко вчаться охайності. Під час гри у детектива Дзвінки вгадує все, чим Мишко займався протягом дня, розглядаючи плями на його одязі. Мишко підключається до гри і розповідає все, що робили Дзвінка і Равлик. Діти у дитячому садку разом з Мишком вчаться прати під час веселого танцювального номера.